# الجناح (ولاية جيجل)
قرية الجناح هي من قرى الجزائر، تقع في ولاية جيجل على مصب الوادي الكبير(الرمال) الذي ينبع من ولاية قسنطينة، تعتبر قرية زراعية وسياحية، تابعة إدارييا لبلدية سيدي عبد العزيز، تتنوع المناطق السياحية بها من سهول وجبال وشاطئ بحر ممتد على طول 3 كلم، من أهم مناطقها :بحيرة «الزفرة» التابعة لمحمية بني بلعيد وهي عبارة عن بحيرة صغيرة تحتوي في وسطها جزيرة تعيش على سطحها أصناف متنوعة من الحيوانات منطقة أرشاح الجبلية التي تطل على الشاطئ الممتد ،وملتقى وادي الكبير مع البحر.